# Västra Tollstads distrikt
Västra Tollstads distrikt är ett distrikt i Ödeshögs kommun och Östergötlands län. 
Distriktet ligger vid Vättern, norr om Ödeshög. 

## Tidigare administrativ tillhörighet
Distriktet inrättades 2016 och utgörs av socknen Västra Tollstad i Ödeshögs kommun.
Området motsvarar den omfattning Västra Tollstads församling hade vid årsskiftet 1999/2000.